# 神無月の巫女
『神無月の巫女』（かんなづきのみこ）は、介錯による日本の漫画作品および、それと並行して放映されたアニメ作品。漫画版は『月刊少年エース』に2004年5月号から2005年6月号まで連載されていた。テレビアニメ版は2004年10月から同年12月に放送された。少女2人の百合的感情や残酷な宿命を軸に少年1人を交えた、三角関係の愛憎劇。更には巨大ロボットや輪廻転生なども含んだ純愛作品でもある。
過去にウェブで公開した小説『姫神の巫女〜千ノ華万華鏡〜』を原案とした『姫神の巫女』（ひめがみのみこ）が原作者の介錯の作画で『電撃マオウ』2020年7月号より2022年1月号まで連載された。

## あらすじ
まほろばの村に住む高校生の来栖川姫子と姫宮千歌音の16歳の誕生日の日、不気味な日食が世界を覆った。
それは太古の時代、剣神アメノムラクモと2人の巫女の手で封印された邪神ヤマタノオロチの復活を意味しており、
オロチと配下のオロチ衆は世界滅亡の為、最大の障害である巫女たちの転生態である姫子と千歌音の命を狙い始める。
姫子の幼なじみの大神ソウマもオロチに覚醒させられるが姫子の巫女の力でオロチの意思に抗えたソウマは想い人である姫子を守る為、巫女側に就き、オロチ衆と戦っていく。
オロチ衆との戦いの中で姫子とソウマは惹かれ合い、姫子への愛情を内に秘めた千歌音は2人の関係に苦悩する。
そんな中、千歌音はオロチにより滅んだ地球を再生させる儀式の為、前世の自身が姫子を殺害したことを思い出す。
今度は姫子に自身を殺害させる為、千歌音は復活したオロチの力で世界を滅ぼすことで姫子に敵意を向けさせ、自身が儀式の犠牲になるよう仕向けるのだった。
オロチは復活したムラクモとソウマの犠牲により倒され、千歌音は人柱となるが姫子は真に愛する人である千歌音と共に永遠にオロチを封印し続ける道を選んだ。
世界は歴史が改変された形で再生され、ソウマもオロチ衆もオロチではなくなっており、平穏な日々を過ごす。その世界で姫子と千歌音の存在は消えてしまっていたが2人は月の社で永遠の夢を見るのだった。

## 登場人物

### 主要人物
来栖川 姫子（くるすがわ ひめこ）
声 - 下屋則子
乙橘学園に通う高校1年生にして、陽の巫女であり、巫女装束の色は赤。
後頭部に大きな赤いリボンを結んでいる。おとなしく引っ込み思案な性格だが、いざという時は危険も顧みない行動を見せる。幼少時に両親を亡くしており、施設にいた頃、ソウマと出会った。
当初はソウマと良い仲になるものの敵となった千歌音との戦いを通じて、自分が本当に愛しているのは千歌音だけであることを自覚。千歌音と共に月の社に留まる道を選んだ。後に千歌音と双子の姉妹として転生を果たす。
アニメ版では幼少時に最愛の両親を亡くした後、とある夫婦の養女となるが養父からは虐待気味に扱われていた。その時の経験が元で髪を触られることに抵抗があったがソウマからの誕生日プレゼントである髪留めを彼に付けてもらったことで克服する。趣味は写真で嫌いな食べ物は椎茸。漫画『あたしのブレーメンラブ』の大ファンでもある。最終的には千歌音の心を包み込めるほどの成長を遂げ、月の社に千歌音が封印されるときに再会を約束。再生された世界では千歌音の記憶を失いながらも想いだけは失わず、ソウマからの告白も断り、エピローグで千歌音と再会を果たす。
姫宮 千歌音（ひめみや ちかね）
声 - 川澄綾子
乙橘学園に通う高校1年生にして、月の巫女であり、巫女装束の色は紫。
才色兼備のお嬢様で学園内では男女問わず非常に人気があり、宮様（みやさま）の愛称で呼ばれている。馬術も嗜んでおり、アニメ版ではサンジェストという愛馬がいる。家族は両親がいるが現在は両親とも別の場所で暮らしている。
巫女として選ばれる以前から姫子を心から愛するも同性ゆえの苦悩を抱く。後に自分たちの未来を悟ると姫子をオロチ封印の供物にしないためにオロチとなる。姫子の純潔を奪い、ソウマからは武夜御鳴神を奪い、オロチ衆も壊滅させた。最終的には姫子と共に世界再生の為、月の社に留まる。
アニメ版ではオロチになったことで弓矢を爆発式としたり、地球を死の星に変える威力を持つようになった。前世において、世界を再生させるためとはいえ、姫子を手にかけたことへの償いのためにオロチとなり、ツバサ以外のオロチ衆を石化させて壊滅させた後、地球を破壊した末に姫子に殺されるが、姫子と結ばれ、1人の少女に戻ることができた。自分たちを阻む世界そのものを疎ましくも思っていたが、それでも姫子と一緒にいられる世界の平穏も願っており、オロチとの戦いの後、姫子と2人だけの平穏な時間を過ごし、来世での再会を姫子と約束して、月の社で眠りにつく。再生された世界では自身の存在は消えていたが最終回エピローグで姫子と再会を果たす。
大神 ソウマ（おおがみ ソウマ）
声 - 間島淳司
姫子の幼馴染の16歳の少年でオロチ七の首。オロチの紋章の位置は額。
乙橘学園では千歌音と同じクラスの高校1年生。学校にはバイク通学している。真面目で優しい熱血漢だが少々子供っぽく、想い人である姫子のことになると熱意が空回りすることも。学園では文武両道にして、ルックスや性格も良い為、女子からの人気は高く、ジン様や蒼い貴公子の愛称で呼ばれてもいる。千歌音とは「ゴールデンカップル」と噂されているが互いに恋愛感情はなく、自身は千歌音に対しては敬意を抱いているがアニメ版第5話では姫子を守れなかったことで千歌音に責め立てられて口論になった（最終的には両者とも謝罪）
幼少時、実の父親に虐待されており、その父親を実兄・ツバサが殺害した光景を見て、記憶を失った後、姫子と出会い、大神家の養子にもなる。原作では記憶を失った影響で塞ぎこんでいたが施設で出会った姫子との交流で笑うようになった後、大神家に引き取られ、乙橘学園で姫子と再会を果たす。アニメ版では大神家の養子になった後、姫子と出会い、虐待されている姫子を支えていた。
姫子と千歌音の16歳の誕生日の日にオロチにされて操られるが姫子の巫女の力で自我を取り戻し、愛機の武夜御鳴神と共にオロチ衆との戦いに身を投じる。オロチに逆らう代償として、オロチ魔神に乗る度にオロチ因子の呪いに苦しみながらも姫子の巫女の力の加護もあり、オロチ衆を打ち破っていき、同様にオロチであったツバサと対峙した際には記憶を取り戻し、最終的には勝利する。オロチとなった千歌音に武夜御鳴神を奪われた後は千歌音の代わりに姫子と共に剣神天群雲に搭乗して戦うがムラクモを操縦した影響で呪いが一気に加速し、ムラクモと共にオロチとの戦いで相討ちとなる。作中一貫して、姫子のために尽くし、努力した甲斐もあって、ある程度親密な仲になるが再生前と再生後、どちらの世界でも姫子への恋心は報われず、再生後の世界は姫子と千歌音が存在しない世界だった為、姫子と出会わなかった。
アニメ版では第7話で姫子とキスをした際に姫子が悲しんで泣いてしまったことや次の第8話での姫子の態度から、姫子の本当の想い人が自分以外（千歌音）であることに気づき始めた様子。オロチの呪いで朽ちるもツバサに助けられて復活し、姫子と千歌音に時間を与えるためにオロチ退治を引き受けて、復活した武夜御鳴神を駆り、オロチを倒す。再生後の世界では以前の世界では出来なかった姫子の誕生日に告白。断られるが幻の想い人を待ち続ける姫子にエールを送った。
5話と6話の間に位置する出来事を描いたドラマCDでは、コロナが作り出した無数のドールの中から本物の姫子を見つけ出せなかった（逆に千歌音は即座に見つけ出している）。

### オロチ衆
ツバサ
声 - 松本保典
オロチ衆・一の首にして、ソウマの実兄。
オロチの紋章の位置は左胸。武器は剣。その実力は随一で他のオロチ衆にも認められる程。それゆえにリーダー格になっている。
過去、ソウマに虐待を行う父親を刺殺し、少年院に入れられていたが脱走。その後、かなり荒んだ生活を送り、オロチとなった。この世の滅亡以上にソウマと兄弟に戻ることを望んでいたが、考えの違いから対立し、最終的には剣神天群雲に搭乗したソウマに倒される。再生後の世界ではカズキとユキヒトと一緒に酒を飲んでいた。
アニメ版では、父殺し後の転落人生で性格が原作以上に歪んでおり、かつてはソウマの平穏な人生を願っていたが、ソウマの自我を消し去ってでもオロチにしようとしていた。姫子に対しても宿敵の巫女であること以上に、ソウマをオロチの道から外した元凶として憎悪を燃やすが、彼女の助力を得たソウマに敗北する。その戦いでソウマへの見方が変わり、千歌音との戦いの末、生きたまま消えていき、ソウマの覚悟を試すかのように自身の剣を与えた。ソウマがオロチの呪縛で死亡した際には、ソウマの前に現れ、好意が報われなくとも姫子の幸せを祝福したソウマの決意を認め、ソウマを復活させた。オロチ消滅後、ソウマに激励を送った。再生された世界では父殺しの件が残っているかどうかは不明だが、以前と同じようにソウマとは暮らしていない。
ミヤコ
声 - 大谷育江
オロチ衆・二の首にして、乙橘学園のシスター。
オロチの紋章の位置は首。鏡を用いて幻惑を行う。
冷静かつ頭脳にも秀でることから、参謀格に位置する。物腰は柔らかいが、内面は陰湿。ツバサに恋愛感情を抱いており、オロチ衆では唯一、彼の過去を知っている。ツバサに対して危害を加える者は、誰であろうが許さない。しかし、ツバサこそが世界の支配者に相応しいと勝手に思い込んでいる為、本当の意味での理解者ではない。再生後の世界では弟のギロチと共に平穏な日々を過ごしている。
アニメ版では、戦争で人が死ぬのを見すぎたことで、神に裏切られたと思い込んだことからオロチになった。千歌音の姫子への好意を知ると、千歌音の心に揺さぶりをかけて、オロチ衆に引き込むことに成功するが、千歌音の手でオロチ衆を壊滅させられる。再生後の世界ではギロチと共に布教活動を行っている。
ギロチ
声 - 加瀬康之
オロチ衆・三の首にして、乙橘学園中学部番長。
オロチの紋章の位置は右手の甲。常に鎖を武器として持ち歩いている。
強面の大男が表すように、粗暴な性格だが、姉のミヤコには頭が上がらない。スレンダーな女性が好みのタイプ。姫子のことは「姫ちゃん」と呼ぶほど気にいり、恋心を抱く。また、恋敵とはいえ、姫子への恋心に嘘はないソウマを評価したり、普段は恐れているミヤコを千歌音の攻撃から庇うなど、粗暴だけではない一面も見せた。再生後の世界でもミヤコと暮らしている。
アニメ版では、戦争で元の家族が死亡したことでオロチになった。姫子への恋心は歪んで変態的なものとなっており、千歌音への嫌悪も増し、彼女がオロチ衆に加わっても、相も変わらず挑発し、真っ先に石化された。再生後の世界ではミヤコと共に布教活動を行っていた。
コロナ
声 - 植田佳奈
オロチ衆・四の首にして、アイドル歌手の少女。
オロチの紋章の位置は右胸。口紅を飛び道具として用いる。
最高順位は68位と今一つだが、仕事に向ける情熱はとても高く、アッパー系の性格。レーコとはケンカばかりしている。再生後の世界ではレーコと共に乙橘学園に居た。
アニメ版では、過去に枕営業に手を染めた経験があり、それがトラウマかつオロチ化の原因になった。オロチ入りした千歌音に「いろいろ負けている」ことから嫉妬していた。再生後の世界でもアイドルを続けている。
ドラマCDでは単に姫子とソウマを消すつもりだったが、ソウマが好みだったので誘惑するも、結局は拒絶される。「ドール」という特殊能力を用いて姫子の精巧な分身を作り、場を混乱させた。
レーコ
声 - 能登麻美子
オロチ衆・五の首にして、売れっ子学生漫画家で『あたしのブレーメンラブ』の作者。
オロチの紋章の位置は背中。ペンは武器にもしている。
ダウナー系の性格。表には出さないもののオロチ衆に仲間意識を感じており、千歌音に倒される間際、コロナとネココに仲間意識を感じさせる台詞を告げた。再生後の世界ではコロナと共に乙橘学園に居た。
アニメ版では漫画家として成功したがために、漫画を自分の好きなように描けなくなったジレンマを抱え、それがオロチ化に繋がった。再生後の世界でも漫画家を続けているが、ジレンマは解消されたのか、楽しく描いていた。
ドラマCDではあくまで漫画家としての立場でサインをもらいに来た姫子と会うが、その際に姫子が褒めた箇所が自分の本位で無かったためか、姫子に対して突き放すようなことを言っている。彼女自身は、本来もっと殺伐とした漫画を描きたい模様。
ネココ
声 - 野中藍
オロチ衆・六の首にして、猫耳と尻尾を生やしているナース少女。
オロチの紋章の位置は尻。動物やオロチ衆の怪我を治す巨大な注射器は武器としても用いる。
天真爛漫な性格で、いつもお菓子を食べており、語尾に「にゃーの」を付ける。再生後の世界ではミヤコ・ギロチ姉弟と一緒にいた。
アニメ版では、猫耳と尻尾があるのは、生体実験の被検体であったためで、それがオロチ化に繋がっている。再生後の世界では猫たちと仲良く遊んでいた。
ドラマCDでは姫子の焼いたクレープを一口食べて突っ返した。
八の首
正体不明。
アニメ版では存在を仄めかす会話がなされているがコロナ曰く「毎度のかくれんぼ」との事であり、基本的に姿を見せない様子。オロチ衆が壊滅しても姿を見せなかった。
ヤマタノオロチ
声 - 納谷六朗
オロチ衆の支配者である邪神。黒いボールのような姿をしている。
部下たちのことは手駒としか思っておらず、千歌音の手でオロチ衆を壊滅させられても平然としていた。
最終決戦ではオロチ魔神の集合体に宿って、姫子とソウマが乗り込んでいるムラクモと交戦し、ソウマが単独操縦後のムラクモと相討ちになる。
アニメ版では姫子と千歌音の手で真の力を発揮したムラクモによって魔神の体を破壊された後、ソウマと共に蘇った武夜御鳴神に倒された。

### その他の登場人物
乙羽（おとわ） / 如月乙羽（きさらぎ おとは）
声 - 西村ちなみ
姫宮家のメイド長。
千歌音を敬愛しており、彼女からの信頼も厚い。それゆえに千歌音を親しくする姫子に嫉妬を抱いた。再生後の世界でも姫宮家でメイド長をしている。
アニメ版では如月乙羽とフルネームが設定され、名前の読みも「おとわ」から「おとは」へと変更された。千歌音とは年が近く、幼少時に姫宮家のメイドとなったことが描かれた。千歌音が心許している数少ない人物であり、自身は千歌音に好意を抱いている。姫子に千歌音を横取りされたような形になった為、姫子に対しては、あまり良い感情を持っておらず、嫌がらせもしていたが、憎からずも姫子のことは認めている。千歌音の命を受けて東京にいる叔父の下に行き、手紙を通じて千歌音を姫子に託した。原作同様、再生後の世界でも姫宮家のメイド長として日々を過ごしている。
マコ / 早乙女マコト
声 - 大谷育江
姫子の親友にして、ルームメイト。陸上部に所属。姫子からはマコちゃんと呼ばれている。
オロチ衆の最初の侵攻に遭って負傷するが、へこたれず、持ち前の明るさで乗り越える。住んでいた寮が壊された後、村にある農家に下宿することになり、畑仕事を手伝わされるようにもなった。村人たちが姫子を捕らえようとした際には、姫子を助ける。
アニメ版では早乙女マコトというフルネームが設定されている。オロチ衆の侵攻でインターハイに出られなくなり入院。一時は姫子との仲が疎遠になるが、姫子がイズミたちに絡まれていたところを助けたことで和解する。ソウマのことは他の女生徒同様に「ジン様」と呼んではいるが「あやつ」とも呼んでいることから、そこまで入れ込んではいない模様。再生後の世界でも姫子とはルームメイト。
大神 カズキ（おおがみ カズキ）
声 - 斉藤茂一
ソウマの義兄。民俗学者。
オロチと戦うソウマたちを厳しくも優しく見守る。
アニメ版では、学者兼代々巫女達に仕えてきた一族の末裔として、姫子と千歌音に巫女の衣装を渡した。
ユキヒト
声 - 南央美
大神家の居候でカズキと一緒に古代の遺跡を巡っている大学生。
アニメ版とドラマCDでは、ソウマに纏わりつくなど奇怪な面もあるが第3話ではオロチの呪いに苦しむソウマを気遣ったり、第5話でソウマの過去を知った際には同情するなど良心的な面も描かれた。
イズミ、ミサキ、キョウコ
声 - 浅井清己（イズミ）、峯香織（ミサキ）、田上由希子（キョウコ）
乙橘学園の生徒。千歌音の大ファンたちの中心的存在の3人組。
千歌音の家に居候している姫子を嫉妬から嫌っており、嫌がらせを行う。
原作では名前は出ないが、アニメ版ではそれぞれ名前が設定されている。イズミは千歌音がいなくなった際、事情を知らなかったとはいえ、多くのファンたちと共に姫子を責め立てるが、マコトに追い払われる。その後オロチとの最終決戦での避難時に階段から足を踏み外すが、マコトに助けられ、一緒に大神神社に避難する。
姫宮翁
千歌音の祖父で姫宮財閥の代表者。原作のみ登場。
オロチの後ろ盾として暗躍する。
アメノムラクモ
声 - 田中敦子
剣の姿をした神。
この世をオロチから守る者ではあるが、オロチによって破壊された世界の再生のための生贄として、2人の巫女の片方を犠牲にしている。

## オロチ神と剣神天群雲剣
ロボットのような外観を持つ。日本神話に登場した神々がモチーフとなっている。
嶽鑓御太刀神（タケノヤスクナズチ）
一の首・ツバサが使用。外見は武夜御鳴神に似ているが、相違点としては背部にビームウイングが付いており高い機動力を持ち、武装やパワーも武夜御鳴神より強力なものとなっている。千歌音が乗り込んだ武夜御鳴神と戦った時は牙を剥き出しにした素顔を露わにしている。
ツバサの技量もあり他のオロチロボを寄せ付けない。武器は剣が主体となるが腕から怪光線・胸から熱線など豊富。
八雄炬御鎚神（ヤツノオノコシズチ）
二の首・ミヤコが使用。オールラウンドに戦えるものの零距離戦を苦手とする。武器は触手状のドリルや放電。更には隠し腕まで備える。
飛埜御脚神（ヒノアシナズチ）
三の首・ギロチが使用。ギロチは「ギャンギャル（アニメ版では「ギロチ専用ガンギャル」）」と呼ぶ。巨大な右手に自分の体を入れて体当たりをする「メガトンナックル」が最大の武器。左手からは鎖を出して、相手を行動不能にする事ができる。
大宇邊御蟲神（オオウベノセナヅチ）
四の首・コロナが使用。コロナは「ファイナルステージ」と呼ぶ。移動時は太陽をモチーフにした形態に変形する。人型時は、下半身が妖怪“磯女”のように長い尻尾が現れる。武器は怪光線や溶解液など。
火殊羅御雹神（ホノシュライズチ）
五の首・レーコが使用。土偶型の機体で裏表に顔があり、その顔から火炎や吹雪を出して攻撃する。人型にも変形できる。
鋳都祓御霊神（イズハラノタマズチ）
六の首・ネココが使用。ネココは「にゃーにゃー」と呼ぶ。機体は鈍重ながら、オロチ一とも言える火力が売り。ほとんど移動要塞に近い形態をしている。
武夜御鳴神（タケノヤミカヅチ）
七の首・大神ソウマが使用。物語後半ではオロチとなった千歌音が使用するようになる。必殺技は両肘から展開した端末からのエネルギー弾で相手の動きを止め、ダッシュと共に放つパンチでトドメを刺す日輪光烈大撃破。
アニメ版では剣や腕部が変形した大小2種類のビーム砲「射魔破弾」と肩部分から円盤状のエネルギー弾を飛ばす「飛光斬盤」も装備しているが、基本的には肉弾戦を主体としている。日輪光烈大撃破のバリエーションとして、サッカーボールのように蹴って放つ日輪烈光・飛天鳳凰脚や同乗した姫子の巫女の力で強化された巨大エネルギー弾を放つ日輪光烈絶撃破といった技がある。第7話で姫子と共に乗り込んだ時は全身が金色に輝き、コロナ、レーコ、ネココのオロチロボをまとめて破壊する程のパワーを発揮した。千歌音が使用するようになってからは、ビームの矢を放つ弓を装備して、全身の配色が赤となり、フェイスマスクはキバの生えた口に変わった。また、ヤマタノオロチに合体するときは他のオロチロボを統率する役割を果たす。最終話でソウマと共に復活した際は、見た目は最初の武夜御鳴神だが、嶽鑓御太刀神のビームウイングも装備した状態で復活。クリスタル色になった状態で「日輪光烈大撃破」を放ち、ヤマタノオロチの本体を撃破。武夜御鳴神も岩となって砕けた。
翼脊深御観神（ヨクセミノミズチ）
八の首が使用。鷹のような姿にもなる。
アニメ版では八の首が不在の為、無人で動く。人型にも変形するが、下半身がドリル状になっていて（鷹形態時の翼が下半身を覆ったもの）攻撃戦法は飛埜御脚神と同じで相手に突進する。
邪神八岐大蛇（ジャシンヤマタノオロチ）
全オロチロボが合体した邪神。怪光線や巨大な剣、噛み付きが武器。
剣神天群雲剣（ケンシンアメノムラクモノツルギ）
本来は姫子と千歌音が召喚する剣神。全身に剣を装備した機体で、頭部から強力な光線も撃てる。このほか、アニメ版の回想シーンでは姫子と千歌音の前世たちが操縦していた頃は光で出来た剣を使っていた。巨大な剣の姿に変形する事も出来る。終盤戦の主役メカで姫子とソウマが搭乗。アニメ版の最終決戦では姫子と千歌音が搭乗した。

## 書誌情報
- 介錯『神無月の巫女』角川書店〈角川コミックス・エース〉、全2巻
  1. 2004年9月24日発売[4]、ISBN 4-04-713666-2
  2. 2005年6月25日発売[5]、ISBN 4-04-713731-6
- 介錯（原作・漫画）・姫神の巫女〜千ノ華万華鏡〜（原案）『姫神の巫女』KADOKAWA〈電撃コミックスNEXT〉、全3巻
  1. 2021年1月27日発売[6][7]、ISBN 978-4-04-913469-8
  2. 2021年5月27日発売[8]、ISBN 978-4-04-913806-1
  3. 2021年12月25日発売[9]、ISBN 978-4-04-914078-1

## テレビアニメ
2004年10月から同年12月まで放送された。全12話。原作とはパラレルな関係となっている。

### スタッフ
- 原作 - 介錯
- 監督 - 柳沢テツヤ
- シリーズ構成 - 植竹須美男
- キャラクターデザイン・総作画監督 - 藤井まき
- メカニックデザイン - 村田護郎
- デザインワークス・総メカ作画監督 - 塩川貴史
- 美術監督 - 安原稔
- 色彩設計 - 木村聡子
- 撮影監督 - 齋藤昭裕
- 編集 - 櫻井崇
- 音楽 - 窪田ミナ
- 音響監督 - 岩浪美和
- プロデューサー - 日高功、川瀬浩平
- 制作プロデューサー - 中川忍
- 原作協力・アニメーション制作 - TNK
- 製作 - 神無月の巫女製作委員会（東芝エンタテインメント、ジェネオンエンタテインメント、マウスプロモーション、メモリーテック、ティー・エヌ・ケー）

### 主題歌
オープニングテーマ「Re-sublimity」
作詞・歌 - KOTOKO / 作曲・編曲 - 高瀬一矢
エンディングテーマ「agony」
作詞・歌 - KOTOKO / 作曲・編曲 - 中沢伴行
挿入歌「Suppuration -core-」
作詞・歌 - KOTOKO / 作曲・編曲 - 高瀬一矢

### 各話リスト
| 話数 | サブタイトル   | 脚本       | 絵コンテ          | 演出       | 作画監督   | メカ作画監督 |
| ---- | -------------- | ---------- | ----------------- | ---------- | ---------- | ------------ |
| 1    | 常世の国       | 植竹須美男 | 柳沢テツヤ        | 柳沢テツヤ | 川口理恵   | 塩川貴史     |
| 2    | 重なる日月     | 植竹須美男 | 柳沢テツヤ        | 藏本穂高   | 北野幸広   | 福島秀機     |
| 3    | 秘恋貝         | 植竹須美男 | 一分寸僚安        | 三宅雄一郎 | 森前和也   | 森田岳士     |
| 4    | 思い賜うや     | 花田十輝   | 鷹野大            | 江上潔     | 中島美子   | 塩川貴史     |
| 5    | 夜闇を越えて   | 植竹須美男 | 南康宏            | 西山明樹彦 | 石橋有希子 | 西井正典     |
| 6    | 日溜まりの君   | 花田十輝   | 福島一三          | 水野健太郎 | 赤尾良太郎 | -            |
| 7    | 恋獄に降る雨   | 植竹須美男 | 鷹野大 柳沢テツヤ | 長澤和宏   | 川口理恵   | 塩川貴史     |
| 8    | 銀月の嵐       | 植竹須美男 | 中村憲由          | 中村憲由   | 長森佳容   | 塩川貴史     |
| 9    | 黄泉比良坂へ   | 植竹須美男 | 久保太郎          | 久保太郎   | 内田順久   | T・T・B      |
| 10   | 愛と死の招待状 | 植竹須美男 | 鷹野大            | 新田義方   | 櫻井正明   | 塩川貴史     |
| 11   | 剣の舞踏会     | 植竹須美男 | こでらかつゆき    | 福本潔     | 田中基樹   | 田中基樹     |
| 12   | 神無月の巫女   | 植竹須美男 | 柳沢テツヤ        | 柳沢テツヤ | 藤井まき   | 塩川貴史     |

### 放送局
| 放送地域   | 放送局         | 放送期間                  | 放送日時                     | 放送区分       | 備考             |
| ---------- | -------------- | ------------------------- | ---------------------------- | -------------- | ---------------- |
| 千葉県     | ちばテレビ     | 2004年10月2日 - 12月18日  | 土曜 0:30 - 1:00（金曜深夜） | 独立UHF局      |                  |
| 神奈川県   | tvk            | 2004年10月2日 - 12月19日  | 日曜 1:00 - 1:30（土曜深夜） | 独立UHF局      |                  |
| 日本全域   | チャンネルNECO | 2004年10月5日 - 12月21日  | 火曜 1:00 - 1:30（月曜深夜） | CS放送         | リピート放送あり |
| 京都府     | KBS京都        | 2004年10月5日 - 12月21日  | 火曜 1:25 - 1:55（月曜深夜） | 独立UHF局      | [ 注 11 ]        |
| 埼玉県     | テレ玉         | 2004年10月8日 - 12月24日  | 金曜 1:00 - 1:30（木曜深夜） | 独立UHF局      |                  |
| 中京広域圏 | メ〜テレ       | 2004年10月14日 - 12月23日 | 木曜 3:08 - 3:38（水曜深夜） | テレビ朝日系列 |                  |

### 評価
『アニメージュ』の企画「第28回アニメグランプリ」では「グランプリ作品部門」で本作が75位、「女性キャラクター部門」で来栖川姫子が65位、「アニメソング部門」で「Re-sublimity」が第49位にランクインした。

## ラジオ
RADIO神無月とは、2004年10月 - 2005年3月の間にTE-A roomで配信していたインターネットラジオ番組である。パーソナリティは間島淳司と下屋則子。

## 商品
コミック
介錯 『神無月の巫女』 全2巻（月刊少年エース / 角川書店）
介錯 『姫神の巫女』 全3巻（電撃マオウ / KADOKAWA）　
主題歌CD
KOTOKO 『Re-sublimity』（ジェネオンエンタテインメント）
ドラマCD
『神無月の巫女 5.5話 君の舞う舞台』（フィフスアベニュー）
DVD
『神無月の巫女』全6巻（東芝エンタテインメント）
DVD第1巻初回限定版にはサウンドトラックCDが付属
DVDボックス
『神無月の巫女』
発売元：（東芝エンタテインメント）
販売元：（ジェネオンエンタテインメント）

## 他作品との関連
原作者・主要スタッフと製作会社が同じ作品『京四郎と永遠の空』に、この作品の登場人物をモチーフとした主要登場人物が複数存在する。同番組のウェブラジオの司会はラジオ神無月の司会である下屋と間島の両人が引き続き担当。『超絶対美少女天使エンゼルハート』『十字架トライアングル』『絶対少女聖域アムネシアン』にも、本作の主要人物たちに類似した登場人物が度々登場している。